# Björtomta
Björtomta är en småort i Bollnäs kommun, Gävleborgs län belägen i Rengsjö socken